# Groeve van de Scheve Spar I

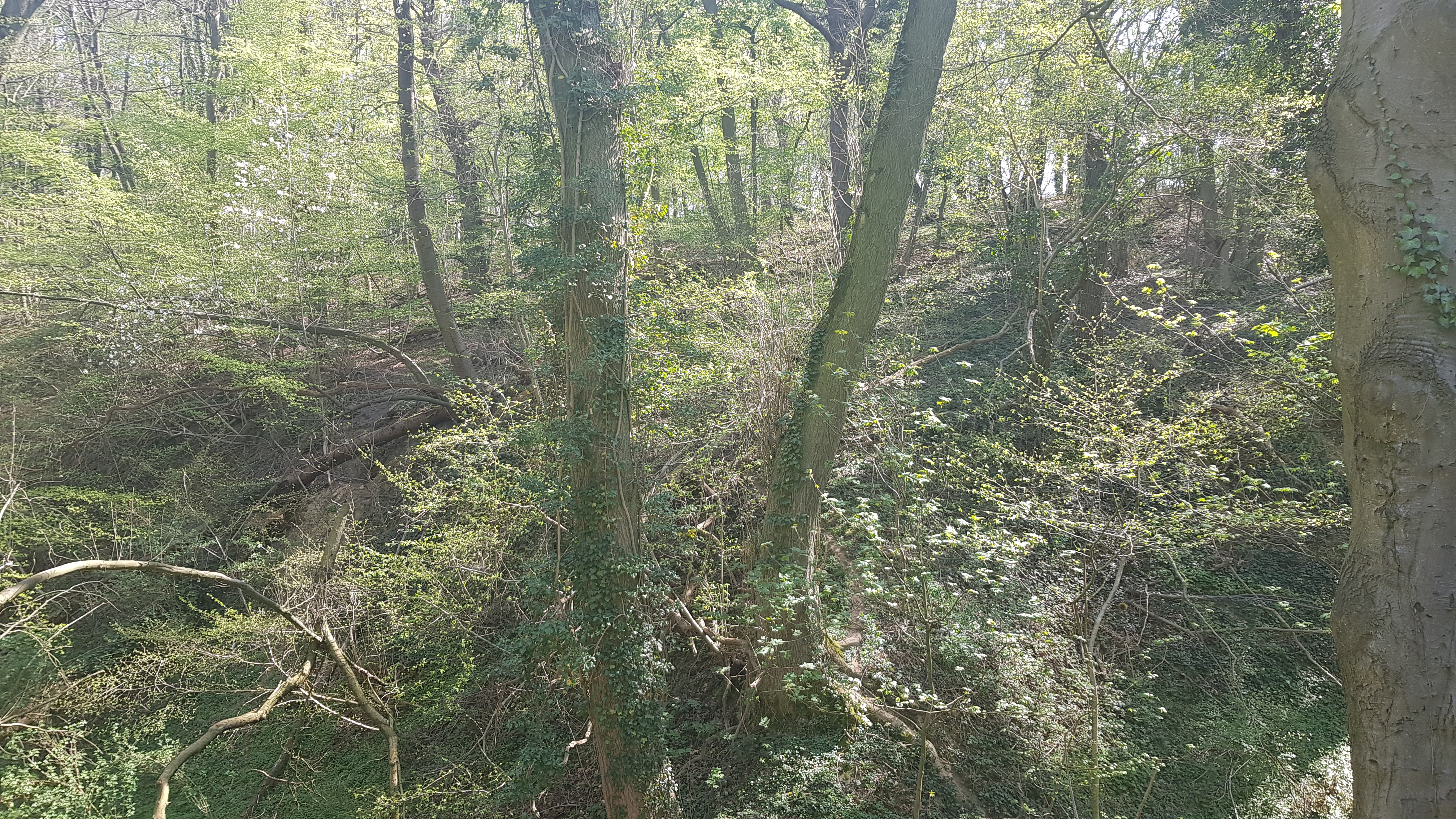
omgeving van de groeve

De Groeve van de Scheve Spar I is een Limburgse mergelgroeve in de Nederlandse gemeente Valkenburg aan de Geul in Zuid-Limburg. De ondergrondse groeve ligt ten zuidoosten van Valkenburg in het oostelijk deel van het hellingbos Sint-Jansbosch op de noordoostelijke rand van het Plateau van Margraten in de overgang naar het Geuldal.
Op ongeveer 170 meter naar het noordoosten bevindt zich de Groeve van de Scheve Spar II en op ongeveer 120 tot 150 meter naar het westen en noordwesten liggen de Groeve Essenbosch I, II, III en IV.

## Geschiedenis
Van de 17e tot de 19e eeuw werd de groeve door blokbrekers ontgonnen voor de winning van kalksteen.

## Groeve
De groeve heeft een oppervlakte van ongeveer 68 vierkante meter en een ganglengte van ongeveer 33 meter.
De ingang van de groeve is volgestroomd met grond.

## Geologie
De groeve is waarschijnlijk uitgehouwen in de Kalksteen van Schiepersberg gezien de nabijgelegen groeves Essenbosch I-IV die ook in deze kalksteen zijn uitgehouwen.